# Eleições federais no Canadá em 2006
As eleições federais canadenses de 2006, oficialmente conhecida como a 39º eleição geral, foi realizada em 23 de janeiro de 2006. A contagem dos votos foi realizada e concluída na noite do mesmo dia. Resultados preliminares foram divulgados às 10 horas (horário de Ottawa).
As eleições resultaram em uma vitória para o Partido Conservador do Canadá, que obteve uma pluralidade das posições da Câmara dos Comuns do Canadá (40,3%, ou 124 de 308 posições, um aumento de 25, em relação aos 99 obtidos nas eleições de 2004), e 36,7% do voto popular (um aumento de 6,7%, em relação aos 29,6% de 2004). Isto resultou em um novo governo minoritário, liderado pelo líder do Partido Conservador, Stephen Harper, que passou a ser o primeiro-ministro do Canadá, após a cerimônia de inauguração, pela Governadora Geral do Canadá, Michaëlle Jean, em 6 de fevereiro.

## Causas da eleição
Esta eleição geeral elegeu membros para a Câmara dos Comuns do Canadá, indiretamente determinando o Primeiro-Ministro (líder do partido político que obtém a maioria das posições em disputa na eleição, neste caso, 308) e o Gabinete canadense. Neste inverno, as eleições federais canadenses foram realizadas por causa de uma moção de não-confiança por parte da Câmara dos Comuns canadense, em 28 de novembro de 2005. Na manhã seguinte, o então primeiro-ministro canadense, Paul Martin, encontrou-se com a Governadora Geral canadense, Michaëlle Jean, que concordou em dissolver o parlamento canadense.
A moção de não-confiança por parte da Câmara dos Comuns foi realizada por causa de alegações de corrupção política dentro do Partido Liberal. Este possuía a pluralidade das posições da Câmara dos Comuns canadense, mas não uma maioria. Os três partidos políticos com representantes na Câmara dos Comuns, o Partido Conservador do Canadá, o Bloco Quebequense e o Novo Partido Democrata, decidiram realizar a moção de não-confiança em novembro de 2005, forçando Martin a pedir pela dissolução do parlamento e pedir por novas eleições.

## Campanha
Antes e durante a campanha federal canadense, as pesquisas de opinião pública mostraram suporte variável por parte da população canadense para os liberais ou para os conservadores. Inicialmente, em geral, os liberais possuíam a liderança. Porém, o apoio da população canadense para os liberais caiu após os anúncios dos resultados de uma pesquisa de uma comissão parlamentar de John Montgomery quanto às acusações de corrupção. Os liberais voltariam à frente poucos dias depois, mas novas acusações de corrupção ao final de 2005 levou à um aumento súbito das taxas de suporte popular a favor dos conservadores - em detrimento do Partido Liberal. O suporte popular a favor do NDP também aumentou, enquanto que este suporte caiu para o Bloco Quebequense. Dias antes às eleições, os conservadores lideravam as pesquisas de opinião pública, com 37% (em média), contra 27% para os liberais, 18% para o NDP, e 10% para o Bloco Quebequense - no início, as taxas eram respectivamente 28%, 38%, 13% e 12%.

## Resultados por província e território
| Party name | Party name             | Party name    | BC   | AB   | SK   | MB   | ON   | QC   | NB   | NS    | PE   | NL    | NU   | NT   | YT    | Total |
| ---------- | ---------------------- | ------------- | ---- | ---- | ---- | ---- | ---- | ---- | ---- | ----- | ---- | ----- | ---- | ---- | ----- | ----- |
|            | Conservador            | Posições:     | 17   | 28   | 12   | 8    | 40   | 10   | 3    | 3     | -    | 3     | -    | -    | -     | 124   |
|            | Conservador            | Voto popular: | 37,3 | 65,0 | 48,9 | 42,8 | 35,1 | 24,6 | 35,7 | 29,69 | 33,4 | 42,67 | 29,6 | 19,8 | 23,67 | 36,25 |
|            | Liberal                | Posições:     | 9    | -    | 2    | 3    | 54   | 13   | 6    | 6     | 4    | 4     | 1    | -    | 1     | 103   |
|            | Liberal                | Voto popular: | 27,6 | 15,3 | 22,4 | 26,0 | 39,9 | 20,7 | 39,2 | 37,15 | 52,5 | 42,82 | 39,1 | 34,9 | 48,52 | 30,2  |
|            | Bloco Quebequense      | Posições:     |      |      |      |      |      | 51   |      |       |      |       |      |      |       | 51    |
|            | Bloco Quebequense      | Voto popular: |      |      |      |      |      | 42.1 |      |       |      |       |      |      |       | 10.5  |
|            | NDP                    | Posições:     | 10   | -    | -    | 3    | 12   | -    | 1    | 2     | -    | -     | -    | 1    | -     | 29    |
|            | NDP                    | Voto popular: | 28,6 | 11,6 | 24,0 | 25,4 | 19,4 | 7,5  | 21,9 | 29,84 | 9,6  | 13,58 | 17,6 | 42,1 | 23,85 | 17,5  |
|            | Sem afiliação política | Posições:     |      |      |      |      |      | 1    |      |       |      |       |      |      |       | 1     |
|            | Sem afiliação política | Voto popular: |      |      |      |      |      |      |      |       |      |       |      |      |       | 0,1   |
| Total      | Total                  | Total         | 36   | 28   | 14   | 14   | 106  | 75   | 10   | 11    | 4    | 7     | 1    | 1    | 1     | 308   |

### Oeste canadense

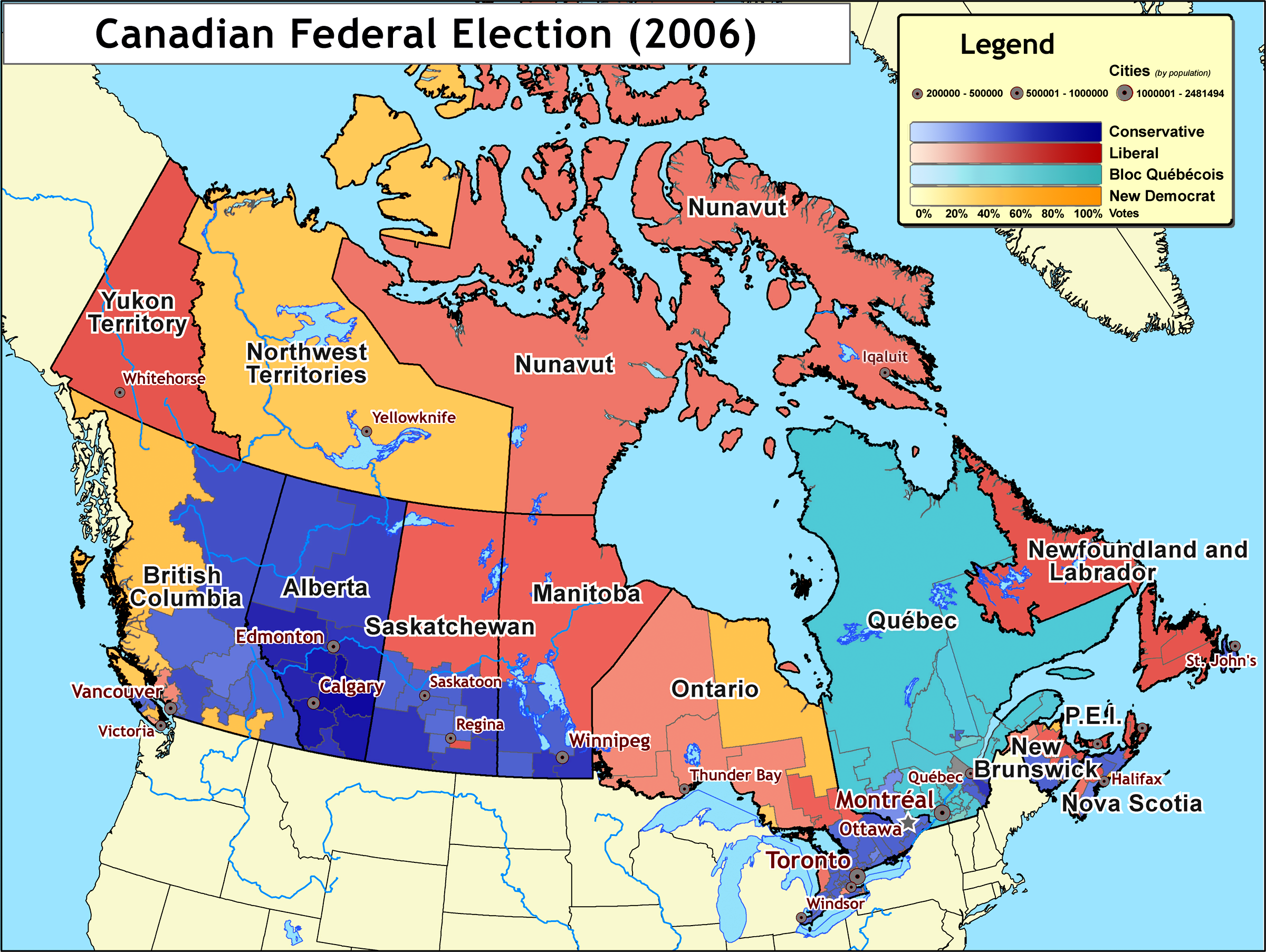
Mapa dos 308 distritos da Câmara dos Comuns do Canadá. Os liberais mantiveram a liderança em Ontário e nas Províncias Marítimas, mas perderam muitos distritos para candidatos conservadores e o NDP, no Centro-Oeste canadense. O Bloco Quebequense, enquanto isto, obteve o apoio da maioria dos distritos do Quebec.

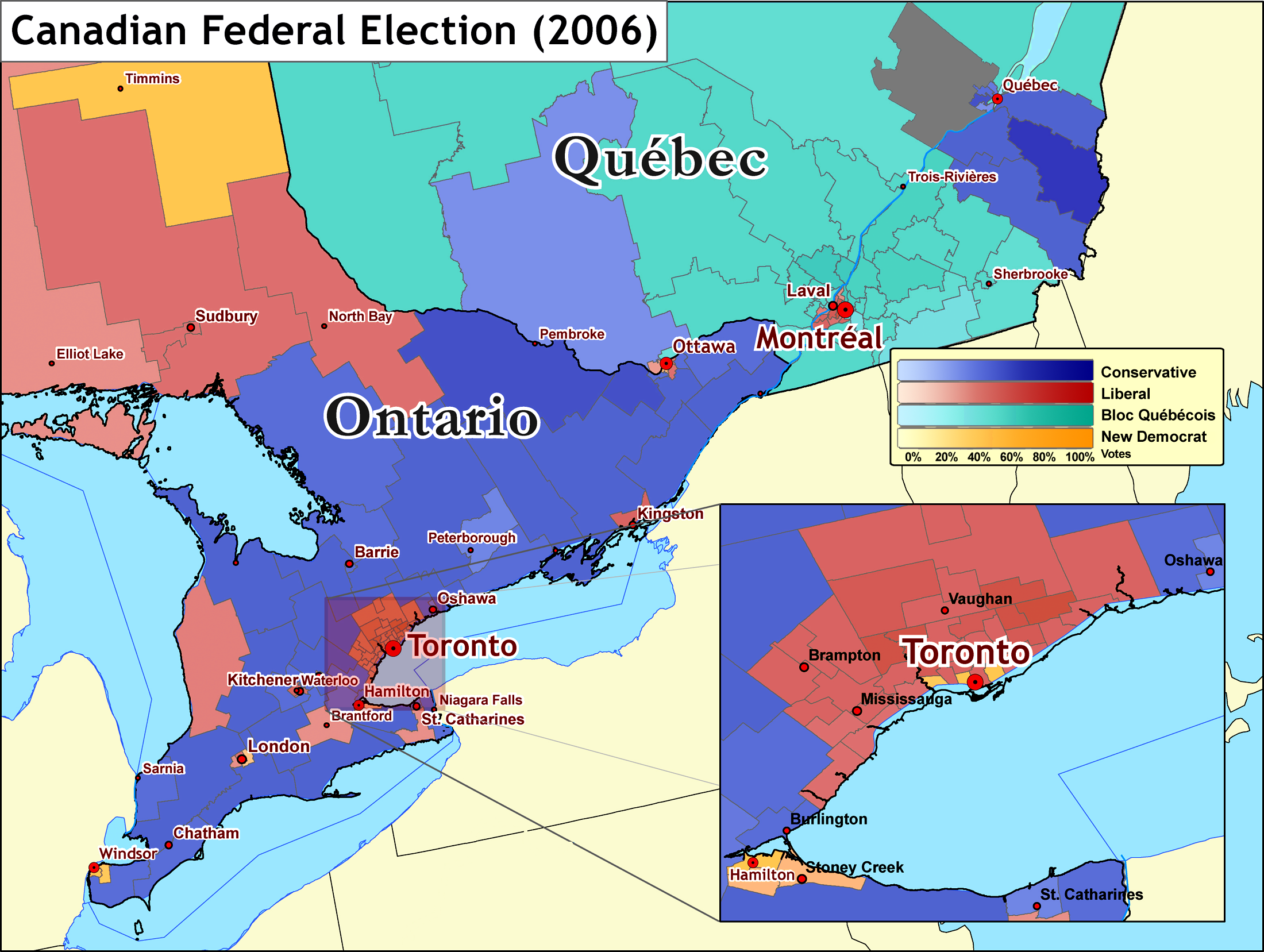
Mapa dos distritos da Câmara dos Comuns no Ontário, e dos distritos de Toronto. Os liberais venceram na maioiria dos distritos localizados na região metropolitana de Toronto e em Ottawa, enquanto que na região sul da província - região primariamente rural - a maior parte das posições foi obtida pelos conservadores.

Os conservadores obtiveram a maioria das posições para a Câmara dos Comuns no Oeste canadense, primariamente na província de Alberta, onde os conservadores obtiveram 65% do voto popular, e venceram em todos os 28 distritos legislativos da província.
Em Manitoba, os conservadores venceram em 9 dos 14 distritos da província. Os liberais venceram em 3, o mesmo número de que na última eleição, e o NDP obteve as duas posições restantes. Em Saskatchewan, os conservadores venceram em 10 dos 12 distritos da província, com os liberais obtendo as duas posições remanescentes.
Na Colúmbia Britânica, os conservadores, que em 2004 haviam vencido em 22 distritos, obtiveram o apoio de apenas 17 nesta eleição. Dois destas posições foram obtidas pelos liberais, e dois, pelo NDP.

### Ontário
O Ontário tem sido tradicionalmente uma das bases do eleitorado do Partido Liberal canadense. Nesta eleição, os liberais obtiveram o apoio de uma pluralidade dos distritos legislativos do Ontário. Porém, perderam 21 posições na província, 17 para os conservadores e 4 para o NDP. 18 das 21 posições em disputa em Toronto - uma base primária do eleitorado liberal - foram vencidas pelos liberais, perdendo 2 posições para o NDP, que dominou um total de 3 na cidade. Jack Layton, líder do NDP, e único membro do NDP (e de qualquer outro partido político que não os liberais) a ser eleito em Toronto nas eleições de 2004, foi reeleito com facilidade. 
A grande maioria dos distritos perdidos pelos liberais para os conservardores eram distritos primariamente rurais. A população de diversos destes distritos sofreu com baixos preços do mercado, endividamento e a resistência dos Estados Unidos em comprar carne e leite bovino do Ontário, o que causou uma grande recessão econômica no setor agrário da província, da qual Martin foi declarado um dos culpados.

### Quebec
Os conservadores substituíram os liberais como o principal partido político a nível federal presente na província (os membros da Câmara dos Comuns do Bloco Quebequense são todos de Quebec). Paul Martin e Gilles Duceppe venceram com facilidade as eleições em seus respectivos distritos, ambos em Montreal. O Bloco Quebequense obteve o apoio de 42% do eleitorado da província, resultado em 10,5% a nível nacional, tendo obtido no total 51 posições, três a menos do que em 2004. O Partido Conservador obteve a maioria das posições na Cidade de Quebec, e na região sul da cidade.
Como consequência dos resultados das eleições, Paul Martin anunciou sua intenção de abandonar a posição de líder do Partido Liberal do Canadá. Porém, ele continuará na Câmara dos Comuns, como um membro do distrito do qual ele representanta.

### Províncias Marítimas e Terra Nova e Labrador
Poucas modificações ocorreram nas eleições federais canadenses de 2006, em relação às eleições de 2004, nas Províncias Marítimas e na Terra Nova e Labrador. Os liberais venceram nos quatro distritos da Ilha do Príncipe Eduardo, perderam uma posição para os conservadores na Terra Nova e Labrador e em Nova Brunswick, os liberais obtiveram uma posição na Nova Brunswick, antes dominada por um político sem afiliação política, e não houve mudanças na Nova Escócia (seis liberais, três conservadores e dois membros do NDP).

### Territórios
Os liberais foram reeleitos em Yukon e em Nunavut, mas perderam os Territórios do Noroeste para o NDP.

## Slogans
Os slogans políticos dos partidos para a campanha federal de 2006.
| Partido     | Em inglês                                                            | Em francês                                                                |
| ----------- | -------------------------------------------------------------------- | ------------------------------------------------------------------------- |
| Liberal     | Choose your Canada Escolha seu Canadá                                | Réussir le Canada Fazendo o Canadá suceder                                |
| Conservador | Stand up for Canada Levante-se por Canadá                            | Changeons pour vrai Mudando verdadeiramente                               |
| NDP         | Getting results for Canadians Trazendo resultados para os canadenses | Des réalisations concrètes pour les gens Resultados concretos para o povo |
| BQ          | Thankfully, here, it's the Bloc! Felizmente, aqui, está o Bloco!     | Heureusement, ici, c'est le Bloc! Felizmente, aqui, está o Bloco!         |
| Verde       | We can Nós podemos                                                   | Oui, nous pouvons Sim, nós podemos                                        |

## Resultados finais
| Partido                           | Partido                                | Líder              | Candidatos | Candidatos | Candidatos | Distritos/ posições | Distritos/ posições | Distritos/ posições | Distritos/ posições | Voto popular | Voto popular | Voto popular |
| --------------------------------- | -------------------------------------- | ------------------ | ---------- | ---------- | ---------- | ------------------- | ------------------- | ------------------- | ------------------- | ------------ | ------------ | ------------ |
| Partido                           | Partido                                | Líder              | #          | ♀          | ♂          | Eleição 2004        | Dissolução          | 2006                | % mudança           | #            | %            | Mudança      |
|                                   | Conservador                            | Stephen Harper     | 308        | 38         | 270        | 99                  | 98                  | 124                 | +25.3%              | 5 367 600    | 36,3%        | +6,6%        |
|                                   | Liberal                                | Paul Martin        | 308        | 79         | 229        | 135                 | 133                 | 103                 | -23,7%              | 4 474 400    | 30,2%        | -6,5%        |
|                                   | Bloco Quebequense                      | Gilles Duceppe     | 75         | 23         | 52         | 54                  | 53                  | 51                  | -5,6%               | 1 551 800    | 10,5%        | -1,9%        |
|                                   | Novo Partido Democrata                 | Jack Layton        | 308        | 108        | 200        | 19                  | 18                  | 29                  | +52,6%              | 2 588 200    | 17,5%        | +1,8%        |
|                                   | Independentes (sem afiliação política) |                    | 90         | 8          | 82         | 1                   | 4                   | 1                   | -                   | 77 438       | 0,5%         | -            |
|                                   | Verde                                  | Jim Harris         | 308        | 72         | 236        | -                   | -                   |                     |                     | 665 600      | 4.5%         | +0,2%        |
|                                   | Herança Cristã                         | Ron Gray           | 45         | 8          | 37         | -                   | -                   |                     |                     | 28 263       | 0.2%         | -0.1%        |
|                                   | Progressivo                            | Tracy Parsons      | 25         | 1          | 24         | -                   | -                   |                     |                     | 14 441       | 0,1%         | 0,0%         |
|                                   | Marxista-Leninista                     | Sandra Smith       | 69         | 24         | 45         | -                   | -                   |                     |                     | 9 278        | 0,0%         | 0,0%         |
|                                   | Maconha                                | Blair Longley      | 23         | 1          | 22         | -                   | -                   |                     |                     | 9 259        | 0.1%         | -0.1%        |
|                                   | Ação Canadense                         | Connie Fogal       | 34         | 8          | 26         | -                   | -                   |                     |                     | 6 197        | 0,0%         | -0,1%        |
|                                   | Comunista                              | Miguel Figueroa    | 21         | 7          | 14         | -                   | -                   |                     |                     | 3 127        | 0,0%         | 0,0%         |
|                                   | Libertariano                           | Jean-Serge Brisson | 10         | 1          | 9          | -                   | -                   |                     |                     | 2 995        | 0,0%         | 0,0%         |
|                                   | Primeiras Nações                       | Barbara Wardlaw    | 5          | 0          | 5          | *                   | -                   |                     | *                   | 1 340        | 0,0%         | *            |
|                                   | Bloco Ocidental                        | Doug Christie      | 4          | 1          | 3          | *                   | -                   |                     | *                   | 1 094        | 0,0%         | *            |
|                                   | Aliança Ambiental dos Animais          | Liz White          | 1          | 1          | 0          | *                   | -                   |                     | *                   | 72           | 0,0%         | *            |
|                                   | Wakat                                  | Wakat              | Wakat      | Wakat      | Wakat      | Wakat               | 2                   |                     |                     |              |              |              |
| Total                             | Total                                  | Total              | 1 634      | 380        | 1 254      | 308                 | 308                 | 308                 | -                   |              | 100%         |              |
| Fonte: Elections Canada, CBC news |                                        |                    |            |            |            |                     |                     |                     |                     |              |              |              |